# La Chaux-de-Fonds
La Chaux-de-Fonds este un oraș din cantonul Neuchâtel, Elveția, situat în munții Jura.
La Chaux-de-Fonds și orașul geamăn Le Locle au fost declarate în 2009, în comun, locuri din Patrimoniul Mondial UNESCO ca centre de ceasornicării. Arhitectul Le Corbusier, scriitorul Blaise Cendrars și constructorul de automobile Louis Chevrolet s-au născut în La Chaux-de-Fonds.